# لوفتس رود
ملعب لوفتس رود هو ملعب كرة قدم تم افتتاحه في 11 أكتوبر 1904 بمدينة لندن، وهو ملك نادي كوينز بارك رينجرز.
أقيمت فيه مباراة كأس السوبر السعودي 2015 بين فريقي الهلال والنصر في 12 أغسطس 2015م وانتهت بفوز الهلال 1-0.
1. ↑  "معلومات عن لوفتس رود على موقع geonames.org". geonames.org. مؤرشف من الأصل في 2020-11-10.
2. ↑  "معلومات عن لوفتس رود على موقع structurae.net". structurae.net. مؤرشف من الأصل في 2020-11-10.
3. ↑  "معلومات عن لوفتس رود على موقع stadiumdb.com". stadiumdb.com. مؤرشف من الأصل في 2020-10-05.